# Rothmaleria
Rothmaleria es un género monotípico de plantas herbáceas perteneciente a la familia Asteraceae. Su única especie: Rothmaleria granatensis Font Quer, es endémica de España.

## Descripción
Es una planta herbácea con tallos que alcanzan los 20-30 cm de altura. Las hojas son basales de 15-100 x 50-20 mm, en una roseta, estas son gruesas, glaucas, obovado-oblongas, con pecíolo, inciso-dentadas a pinnatífidas, lóbulos dentados, las hojas caulinares son más pequeñas, muchas veces sésiles. Involucro de 12.10 x 10.12 mm, brácteas imbricadas, oblongas, obtusas a agudas, con un ancho margen blanquecino, escariosas. El fruto es un aquenio de 4-5 mm.

## Taxonomía
Rothmaleria granatensis fue descrita originalmente por Pierre Edmond Boissier como Haenselera granatensis y publicado en Augustin Pyrame de Candolle, Prodromus Systematis Naturalis Regni Vegetabilis..., vol. 7(1), p. 83, 1838; fue ulteriormente atribuido al género Rothmaleria, de nueva creación ad hoc, por Pío Font Quer y publicado en Brotéria, Ciências Naturais, vol. 9, p. 151, 1940.
Etimología
- Rothmaleria: En honor al botánico alemán Werner Rothmaler (1908-1962), estudioso de la flora ibérica y que recolecta un importante material en la península en los años 30 del siglo pasado.

Citología
Número de cromosomas: x = 9.
Sinonimia
- Haenselera elatior Willk.
- Haenselera granatensis Boiss. ex DC.[4]